# NGC 2415
NGC 2441 är en oregelbunden galax i stjärnbilden Tvillingarna. Den upptäcktes år 1790 av William Herschel. 